# Sportstad Heerenveen
Sportstad Heerenveen is een multifunctioneel gebouwencomplex in Heerenveen. Het gebied bestaande uit het Centrum en Sportstad Heerenveen wordt aangeduid met "Centrum-Breed". Sportstad Heerenveen is een centrum voor Topsport en Onderwijs.

## Geschiedenis
Op de locatie van wat later Sportstad Heerenveen ging heten staat sinds 1994 het Abe Lenstra Stadion. In het begin van de 21e eeuw werden plannen gemaakt voor een multifunctioneel complex. Het Abe Lenstra Stadion, dat werd uitgebreid, zou hiervan onderdeel worden. In 2003 begon men met de bouw.
Er werd een sportcomplex gebouwd bestaande uit:
- Een zwembadcomplex met vier zwembaden, waaronder een wedstrijdbad (25m x 21m).
- Een sporthal bestaande uit kleinere hallen: het Epke Zonderland Turncentrum[1], een tennishal en kleinere ruimten voor de overige sporten.

Ook kwam er ten zuiden van het sportcomplex een gebouw waarin het Friesland College, o.a. het CIOS, werd gehuisvest.
Sportstad Heerenveen werd in 2006 in gebruik genomen. Sporthal De Kamp (in woonwijk De Greiden) en sportcomplex De Telle werden daarna gesloopt.

## Sportverenigingen
- HZ&PC
- WIK-FTC